# Cinturão de Van Allen

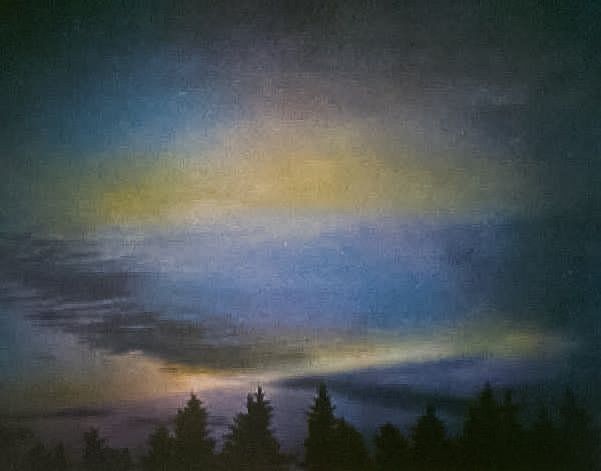
Luminescência noturna

O Cinturão de Van Allen é uma região onde ocorrem vários fenômenos atmosféricos devido a concentrações de partículas no campo magnético terrestre, descobertas em 1958 por James Van Allen, que elaborou um experimento de raios cósmicos embarcado na sonda americana Explorer 1, lançada em janeiro de 1958. As radiações de Van Allen não ocorrem, salvo em raras exceções, nos polos, e sim na região equatorial. Estas formam dois cinturões em forma de anéis, com centro no equador. O mais interno se estende entre as altitudes de mil e cinco mil quilômetros, sua intensidade máxima ocorrendo em média aos três mil quilômetros. Consiste de prótons altamente energéticos, que se originam pelo decaimento de nêutrons produzidos quando raios cósmicos vindos do espaço exterior colidem com átomos e moléculas da atmosfera terrestre. Parte dos nêutrons é ejetada para fora da atmosfera e se desintegra em prótons e elétrons ao atravessar esta região do cinturão. Essas partículas se movem em trajetórias espirais ao longo de linhas de força do campo magnético terrestre.
O segundo cinturão, que fica situado entre 15 000 e 25 000 km, contém partículas eletricamente carregadas de origem tanto atmosférica quanto solar. São principalmente íons hélio trazidos pelo vento solar. As partículas mais energéticas deste são elétrons cuja energia atinge várias centenas de milhares de elétrons-volt. Os prótons são muito menos energéticos do que os do primeiro cinturão, porém seu fluxo é mais intenso.
Via de regra, não existe entre os dois cinturões uma delimitação; eles fundem-se em altitudes variáveis. Durante os períodos de intensa atividade solar, grande parte das partículas eletricamente carregadas vindas do Sol consegue romper a barreira formada pelos cinturões de radiação de Van Allen. Ao atingir a alta atmosfera produzem os fenômenos de auroras polares e as tempestades magnéticas.

## Funcionamento

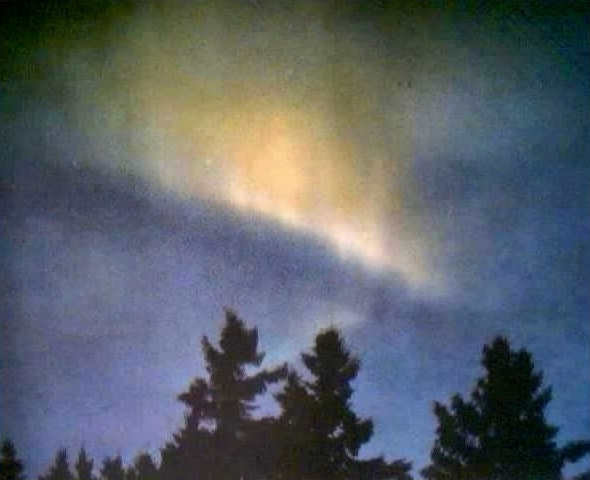
Aurora Boreal

Os cinturões de radiação Van Allen são regiões de partículas carregadas que são aprisionadas pelas linhas do campo magnético da Terra, formando um sistema de cinturões ao redor do nosso planeta. Esses cinturões são compostos por duas regiões anelares, conhecidas como cinturão interno e cinturão externo, que são coaxiais com o eixo geomagnético. O cinturão interno é composto principalmente por prótons, enquanto o cinturão externo contém elétrons energéticos. As partículas carregadas presentes em cada cinturão movem-se em um padrão helicoidal em torno das linhas do campo geomagnético, devido às forças de Lorentz. À medida que as partículas se aproximam da Terra, sua velocidade diminui à medida que a intensidade do campo magnético aumenta. Eventualmente, a velocidade das partículas atinge zero e muda de direção, fazendo com que elas se movam rapidamente de uma região polar para a outra ao longo das linhas do campo.
O cinturão de radiação Van Allen interno começa a uma altitude de cerca de 1.000 km e se estende até uma altura de 3.000 km em relação à superfície terrestre. Já o cinturão externo é formado a uma distância de 3 a 4 raios terrestres (20.000 a 30.000 km) a partir do centro da Terra. Os cinturões de radiação externos consistem principalmente de elétrons de alta energia (0,1-10 MeV) aprisionados no campo magnético da Terra. Eles possuem uma forma quase toroidal e se estendem em uma região de aproximadamente 3 a 10 raios terrestres.
Esses cinturões são criados devido à interação das partículas carregadas, provenientes do vento solar, com o campo geomagnético. O vento solar é composto por partículas carregadas, algumas das quais são altamente energéticas. No entanto, devido à existência da magnetosfera, essas partículas não alcançam a superfície da Terra. Quando essas partículas de alta energia entram na magnetosfera e interagem com o campo geomagnético, algumas delas podem ser capturadas e aprisionadas, realizando um movimento confinado em torno da Terra.

## Descoberta

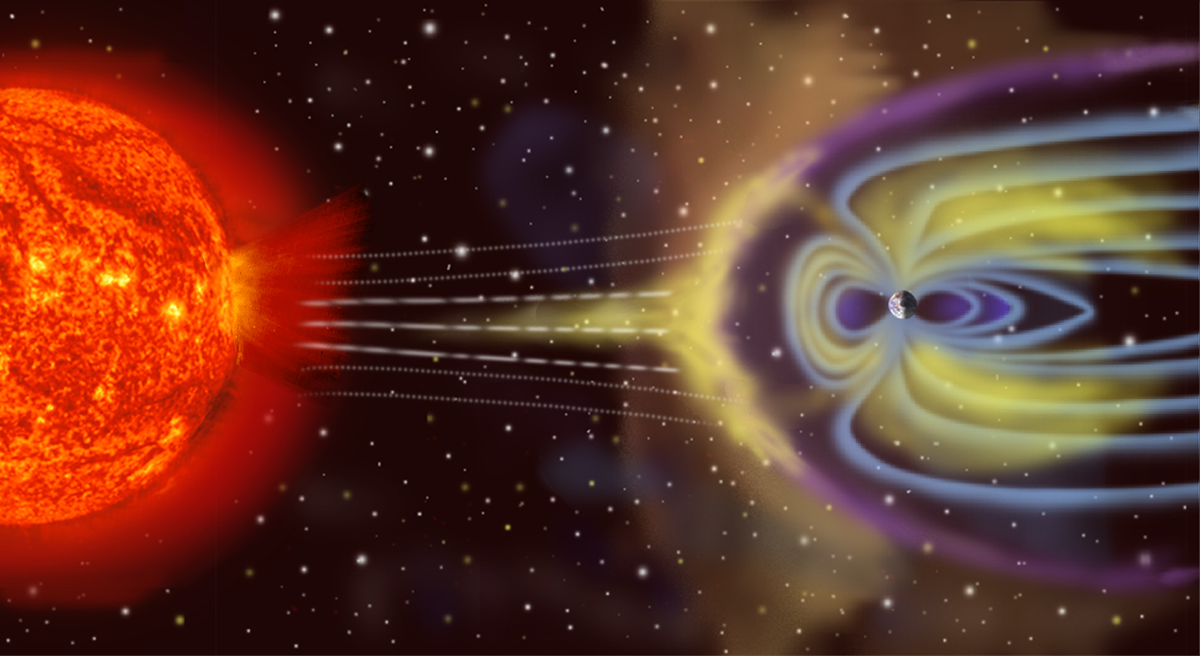
A magnetosfera protege a superfície da Terra das partículas carregadas do vento solar. É comprimida no lado diurno (Sol) devido à força das partículas chegantes, e estendido no lado noturno.

A descoberta do cinturão de Van Allen foi feita por meio da análise de dados coletados pelos satélites Explorer I e Explorer III, lançados em 1958 com o objetivo de estudar o meio espacial ao redor da Terra. Os satélites foram equipados com contadores Geiger, que permitem a medição de partículas carregadas presentes no ambiente espacial. Os primeiros dados coletados pelo Explorer I indicaram a presença de partículas carregadas em uma região localizada a aproximadamente 1000 km de altitude. No entanto, o cientista Van Allen questionou a veracidade desses resultados, sugerindo que o contador poderia estar danificado. Para confirmar a existência dessa região de partículas carregadas próxima à Terra, foram analisados os dados coletados pelo Explorer III. Os resultados obtidos foram consistentes com os do Explorer I, confirmando a existência de uma região de partículas carregadas ao redor da Terra. Isso levou à aceitação da existência de um anel de partículas carregadas presas no campo magnético terrestre.
No mesmo ano do lançamento dos satélites Explorer, outros satélites foram enviados ao espaço com o objetivo de estudar a radiação proveniente dessas partículas carregadas. Um exemplo é o satélite Explorer IV, que mapeou a intensidade da radiação em altitudes de até 2200 km, revelando a existência do cinturão interno de radiação. Além disso, os satélites Pioneer III e Pioneer IV, que orbitavam a Terra em trajetórias quase radiais, confirmaram a existência do cinturão externo de radiação.
Em homenagem ao cientista James Van Allen, considerado pioneiro nesse campo de estudo, os dois cinturões de radiação foram denominados "cinturões de radiação de Van Allen". Assim, a estrutura de radiação ao redor da Terra é composta por duas zonas intensas de radiação, o cinturão interno e o cinturão externo, além de uma zona de radiação mais fraca.